# Hamburger Baseball und Softball Verband
Der Hamburger Baseball und Softball Verband (HBV) ist der für Hamburg zuständige Landesverband des Deutschen Baseball und Softball Verbandes (DBV). In ihm sind 5 Baseball- und Softballvereine organisiert. Gegründet wurde der HBV 1987, Vereinssitz ist Hamburg. Die Website unter dem Namen „S/HBV“ wird gemeinsam mit dem Schleswig-Holsteinischen Baseball und Softball Verband (SHBV) betrieben.

## Spielbetrieb
Der HBV ist für die Organisation des Spielbetriebs unterhalb der drei DBV-Ligen zuständig. Sie erfolgt gemeinsam mit dem SHBV, in der Softball-Verbandsliga Nord zudem mit dem Baseball- und Softballverband Berlin/Brandenburg (BSVBB) und dem Niedersächsischen Baseball und Softball Verband (NBSV). Darüber hinaus sind HBV und SHBV auch an der Ausrichtung des Spielbetriebs in Mecklenburg-Vorpommern beteiligt, wo es bisher keinen Landesverband gibt.
Ligastruktur Baseball:
- Verbandsliga
- Landesliga
- Bezirksliga
- Mecklenburg-Vorpommern Baseball Liga (MVBL)

Ligastruktur Softball:
- Verbandsliga Nord Pool A
- Verbandsliga Nord Pool B
- Verbandsliga
- Landesliga

Nachwuchsligen: 
- BB Junioren
- SB Juniorinnen
- BB Jugend
- BB Jugendliga I
- BB Jugendliga II
- SB Jugend
- Schüler
- Schüler I
- Schüler II
- T-Ball

## Vereine
mit Gründungsjahr und Kürzel
- Hamburg Dragoons (2014; HDR)
- Hamburg Knights (1984; HHK; auch 2. Baseball-Bundesliga und Softball-Bundesliga)
- Hamburg Marines (1987; HHM; auch 2. Baseball-Bundesliga)
- Hamburg Stealers (1985; HHS; auch 1. und 2. Baseball-Bundesliga)
- HSV Hanseatics/Wildcats (2004; HSV)

## Meister
der letzten Jahre:

### Baseball-Verbandsliga
- 2014 Holm Westend 69ers (aufgestiegen)
- 2015 Hamburg Marines (kein Aufsteiger)
- 2016 Hamburg Marines (aufgestiegen)
- 2017 Elmshorn Alligators (aufgestiegen)
- 2018 Großhansdorf Skunks (kein Aufsteiger)
- 2019 Hamburg Stealers III (kein Aufsteiger)
- 2020 keine Saison aufgrund Covid-19
- 2021 Hamburg Marines (kein Aufsteiger)
- 2022 Lütjensee Lakers (kein Aufsteiger)
- 2024 Hamburg Marines I[4]

### Softball-Verbandsliga Nord Pool A
- 2016 Hamburg Knights II
- 2017 Hamburg Wildcats
- 2018 Hamburg Knights II
- 2019 Berlin Challengers
- 2022 Berlin Challengers I
- 2023 Berlin Ravens
- 2024 Berlin Ravens[5]